# Faró de Bolin
El faró de Bolin (Notoscopelus bolini) és una espècie de peix de la família dels mictòfids i de l'ordre dels mictofiformes. Els adults poden assolir 10,2 cm de longitud total.

## Depredadors
A les Illes Açores és depredat per Beryx splendens. És un peix marí i d'aigües profundes que viu entre 0-1.300 m de fondària. Es troba a l'Atlàntic oriental, el nord-oest de l'Atlàntic (Canadà)